# Леонавичюте, Валентина
Валентина Леонавичюте (лит. Valentina Leonavičiūtė-Gustaitienė, 1 июня 1946, Круонис — 1 марта 2015, Клайпеда) — литовская и советская театральная актриса, педагог.

## Биография
Родилась в местечке Круонис, Кайшядорский район, Каунасский уезд, Литовская ССР. В 1967 году окончила актёрский факультет Литовской государственной консерватории. После этого три месяца работала в Государственном комитете по телевидению и радиовещанию помощником режиссёра художественно-музыкальных передач. В 1967 году вошла в труппу Клайпедского драматического театра, где служила всю жизнь, стала одной из ведущих актрис театра. Сыграла более ста ролей.
В 1976—1991 годах преподавала основы актёрского мастерства и режиссуры на Клайпедский факультет Литовской государственной консерватории. В 1991—2006 годах — в Клайпедском университете.
Умерла 1 марта 2015 года после продолжительной болезни.

## Награды и премии
- Золотой сценический крест и премия Министерства культуры Литвы за лучшую роль второго плана в спектакле «Мея» (2008).
- Премия Правительства Литвы в области культуры и искусства (2013).

## Работы в театре
- 1973 — «Барбара Радвилайте» Юозас Грушас — Эльжбетта
- 1975 — «Мамаша Кураж» Б. Брехт — Катрина
- 1977 — «Слон» Александр Копков — Даша
- 1977 — «Генрих IV» Луиджи Пиранделло — Шут
- 1978 — «На дне» М. Горький — Анна
- 1988 — «Только надеюсь» Михаил Рощин — Надя
- 1991 — «Добрый человек из Сезуана» Б. Брехт — вдова Шин
- 1993 — «Ясонас» Саулюс Шальтянис — Мамочка
- 1995 — «Лысая певица» Эжен Ионеско — миссис Смит
- 1997 — «Возвращение в пустыню» Райнер Мария Колтес — Матильда Шепруа
- 2004 — «Всё о женщинах» Миро Гавран — Ольга, Стела, Каролина, Мима
- 2004 — «Холодный ребёнок» Марюс фон Маенбург — Мамочка
- 2006 — «Король Лир» У. Шекспир — Шут
- 2008 — «Мея» Марина Кар — Бабушка Фрахлон
- 2009 — «Дом» И. Тургенев
- 2009 — «Вышел ангел из тумана» П. Гладилин
- 2009 — «Горбунок» Игнас Шейнюс
- 2011 — «Соната призраков» Август Стриндберг
- 2011 — «Мышьяк и старые кружева» Йозеф Кессельринг
- 2012 — «Женщина без тела» Мате Матишич

## Фильмография
1. 1981 — Добро ксёндза черти ловят (лит. Kunigo naudą velniai gaudo)
2. 1988 — Вилюс Каралюс (лит. Vilius Karalius) — эпизод